# Milica Paranosic
Milica Paranosic (* 10. Mai 1968 in Belgrad) ist eine serbisch-amerikanische Komponistin und Musikpädagogin.
Paranosic studierte an der Musikhochschule in Belgrad und an der New Yorker Juilliard School of Music, wo sie seit 1995 Musiktechnologie unterrichtet. Sie ist Managerin des Music Technology Center, Leiterin des Mentoring-Programms und Mitbegründerin und Produzentin des Festivals für elektronische und interaktive Musik Beyond the Machine der Juilliard School. Weiterhin ist sie Leiterin von VisionIntoArt, einem multimedialen Produktions- und Performanceteam und Mitglied des Trios D'Divas.
Die Kompositionen Paranosics umfassen Instrumentalkonzerte, multimediale Werke, Ballett-, Schauspiel- und Filmmusiken. Sie setzt in ihren Werken Musikinstrumente, menschliche Stimme, elektroakustische Klänge und Objekte gleichberechtigt ein. Zu den Ensembles und Künstlern, die ihre Werke aufführten, zählen u. a. des New Juilliard Ensemble und das Juilliard Dance Department, das New York Choreographic Institute, der Dirigent Joel Sachs die Flötistin Margaret Lancaster, die Pianistin Kathleen Supové, die Bratschistin Martha Mooke und die Geiger Mari Kimura, Tom Chiu und Airi Yoshioka. Paranosic wurde mehrfach mit dem ASCAP Plus Award, außerdem u. a. mit dem John Erskine Prize,  dem Meet the Composer Grant, dem Oktoberpreis der Stadt Belgrad und dem Stevan-Hristić-Preis ausgezeichnet.

## Werke
- 40 Shapes of Bob, Ballettmusik
- Wild Mannequins and Wing Walkers, Ballettmusik
- I am a Bird, multimediales Werk
- Confessions, Multimediashow
- VioLens für Ensemble und Multimedia
- Traveling Songs für Ensemble und Multimedia
- Kiss of The Spider Woman, Musical
- Zmajovini Pangalozi, Kindermusical
- LIMS MOSAIC 2007 – A movement Choir
- KRS für Klavier und Elektronik
- Yugodivas, Filmmusik
- Das Fräulein, Filmmusik